# Al·liària
L'al·liària, allenc o herba d'all (Alliaria petiolata), és una planta herbàcia biennal amb flor. Forma part de la família de les brassicàcies. El primer any no té flor, i el segon any floreix a la primavera. És nadiua d'Europa, Àsia occidental i central, i nord d'Àfrica, des del Marroc, península Ibèrica, Illes Britàniques i Escandinàvia, fins al nord de l'Índia i l'oest de la Xina.
Addicionalment pot rebre els noms d'allera i flor blanca. També s'ha recollit la variant lingüística alliària.

## Morfologia
És una planta herbàcia biennal. Algunes fonts indiquen que pot també ser perenne, o també anual. El primer any fa una mata de fulles baixes, i no floreix. El segon any fa unes flors blanques, i unes tiges que fan 30-100 cm.
L'arrel és napiforme de color blanc i més aviat prima. Les fulles cordades i dentades. Les flors individuals tenen quatre pètals de 4-8 mm de llarg i 2-3 mm d'ample, formant una creu. S'agrupen en inflorescències de tipus raïm. El fruit n'és una càpsula síliqua de 4-5,5 cm de llarg, i conté dues files de petites llavors negres lluents, que es desprenen quan la càpsula s'obre. Cada planta produeix centenars de llavors.

## Ecologia i hàbitat
Espècie de mitja ombra, habita en sòls frescals rics en bases i nitrogen, amb pH proper a la neutralitat; humus de tipus mull eutròfic. Es troba en marges frescos, zones ruderals perimetrals de boscos, boscos tallats i boscos de robínies.

## Utilització

### Alimentària
Les fulles poden ser utilitzades per a donar gust d'all a les ensalades o salses. A vegades també se n'inclouen les llavors. A Europa se n'han detectats restes en els fitòlits dels recipients de terrissa on es cuinaven aliments ja des de fa 7.000 anys (Neolític), cosa que evidencia que el seu ús com a espècia és molt antic. La grana pot ser-ne un substitut per preparar mostassa negra.

### Medicinal
Té propietats diürètiques, antiescorbútiques i desinfectants, que es manifesten quasi exclusivament en la planta fresca. El suc s'obté per picat o premsat i colat. Sobre les nafres poden també aplicar-se'n fulles picades.